# فيديو حسب الطلب
الفيديو حسب الطلب (بالإنجليزية: Video on Demand أو VOD)‏ أو الصوت والفيديو عند الطلب (بالإنجليزية: Audio Video on Demand أو AVOD)‏ هي الأنظمة التي تسمح للمستخدمين اختيار ومشاهدة / الاستماع إلى الفيديو أو المحتوى الصوتي عند الطلب. وعادةً ما تستخدم تقنية أي بي تي في لنقل الفيديو حسب الطلب إلى أجهزة التلفاز والحواسب الشخصية.
أنظمة الفيديو حسب الطلب التلفازية إما تبث المحتوى عن طريق جهاز استقبال أو حاسوب أو جهاز آخر يسمح بالمشاهدة الحية، أو عن طريق تحميل المحتوى إلى جهاز كالحاسوب أو مسجل الفيديو الرقمي حتى مشاهدته لاحقاً. غالبية مزودي خدمة التلفاز عبر الكابلات أو عبر الهاتف يتيحون خدمة الفيديو عند الطلب (بما فيها الدفع مقابل المشاهدة) والمشاهدة المجانية، حيث يشتري المستخدم أو يختار فيلماً أو برنامجاً تلفزيونياً فيبدأ تشغيله على التلفاز مباشرةً، أو يتم تسجيله إلى المسجل الرقمي المستأجر من مزود الخدمة أو تحميله على الحاسوب للمشاهدة في المستقبل. إن التلفاز عبر الإنترنيت هو صورة شائعة للفيديو حسب الطلب.
بعض خطوط الطيران تتيح الصوت والفيديو عند الطلب للمسافرين كنوع من التسلية أثناء الرحلة، عن طريق شاشات فيديو توضع في الكراسي. وتتيح خدمة الصوت والفيديو عند الطلب للمسافرين إمكانية اختيار محتوى فيديو أو صوتي معين وتشغيله عند الطلب، مع إمكانية التوقيف والتسريع والإعادة.